# Station Kondratowice
Station Kondratowice is een spoorwegstation in de Poolse plaats Kondratowice.